# NGC 8
NGC 8 је двојна звезда у сазвежђу Пегаз која се налази на NGC листи објеката дубоког неба.
Деклинација објекта је 23° 50' 19" а ректасцензија 0h 8m 45,3s. Привидна величина (магнитуда) објекта NGC 8 износи 13,4.